# محمد الجلالي (لاعب جودو)
محمد الجلالي (و. 1972  م) هو لاعب جودو يمني، شارك في الألعاب الأولمبية الصيفية 1992.

## روابط خارجية
- محمد الجلالي على موقع JudoInside.com (الإنجليزية)
- محمد الجلالي على موقع أوليمبيديا (الإنجليزية)